# Toshiyuki Nagashima
Toshiyuki Nagashima (永島敏行 Nagashima Toshiyuki?) es un actor japonés. Ganó el premio al mejor recién llegado en el tercer Premio de Cine Hochi por Kaerazaru hibi y al Mejor Actor en el sexto Premio de Cine Hochi por Enrai.

## Filmografía seleccionada

### Películas
- Kaerazaru hibi (1978)
- Third (1978)
- Jiken (1978)
- Enrai (1981)
- Kofuku (1981)
- Rengo kantai (1981)
- Jinsei Gekijō (1983)
- Mishima, una vida en cuatro capítulos (1985)
- Godzilla vs. Biollante (1989)
- Manatsu no Chikyū (1991)
- Yume no onna (1993)
- Nastasja (1994)
- Gogo no Yuigon-jo (1995)
- Gamera 2: Legion Shūrai (1996)
- Godzilla tai Megaguirus: G Shōmetsu Sakusen (2000)
- Sexo platónico (2001)[3]
- Thway (2003)
- Kainan 1890 (2015)
- Kita no Sakuramori (2018)

### Televisión
- Shishi no Jidai (1980), Kozo Hiranuma
- Mōri Motonari (1997), Akagawa Motoyasu
- Musashi (2004), Yagyū Toshikatsu
- Fūrin Kazan (2007), Murakami Yoshikiyo
- BG Shinpen keigonin (2018), Shigenobu Imazeki
- Idaten (2019), Chiyosaburō Takeda